# Nadmorska Grupa Wojsk
Nadmorska Grupa Wojsk (ros. Приморская группа войск) – zgrupowanie wojsk Armii Czerwonej na Dalekim Wschodzie.

## Nadmorska Grupa Wojsk OKDWA
Została sformowana w lutym 1932 w składzie Specjalnej Armii Dalekowschodniej odznaczonej Orderem Czerwonego Sztandaru (OKDWA – Особой Краснознамённой Дальневосточной армии). Sztab grupy mieścił się w Nikolsku Ussuryjskim (od 1935 – Woroszyłowie). W lipcu 1938 na bazie tej grupy sformowano 1 Armię odznaczoną Orderem Czerwonego Sztandaru.

### Dowódcy Nadmorskiej Grupy Wojsk
- luty 1932 – lipiec 1934 – Witowt Putna;
- lipiec 1934 – maj 1937 – Iwan Fiedko;
- czerwiec 1937 – luty 1938 – Michaił Lewandowski;
- luty – lipiec 1938 – pełniący obowiązki Kuźma Podłas.

## Nadmorska Grupa Wojsk (II formowanie)
Sformowana w składzie Frontu Dalekowschodniego w lutym 1943. Pierwotnie w jej skład wchodziła 1 Armia odznaczona Orderem Czerwonego Sztandaru, 25 Armia, 9 Armia Powietrzna. Rozlokowana była wzdłuż pogranicza od Guberowa do granicy z Koreą. 5 sierpnia 1945 została przemianowana w 1 Front Dalekowschodni.

### Dowódcy Nadmorskiej Grupy Wojsk
- lipiec 1943 – lipiec 1945 – gen. por. Filipp Parusinow;
- lipiec – sierpień 1945 – marsz. Zw. Radz. Kiriłł Mierieckow.